# Juan David Restrepo
Juan David Restrepo est un acteur colombien né le 10 décembre 1979 à Medellín. Il est notamment connu pour son rôle dans La Vierge des tueurs.

## Filmographie

### Cinéma
- 2000 : La Vierge des tueurs de Barbet Schroeder : Wilmar
- 2005 : Rosario Tijeras d'Emilio Maillé : Morsa
- 2005 : El Don de José Ramón Novoa : Kike
- 2011 : El páramo de Jaime Osorio Marquez : Ramos